# Навасар
Навасар (перс. ناوسر) — село в Ірані, у дегестані Отаквар, у бахші Отаквар, шагрестані Лянґаруд остану Ґілян. За даними перепису 2006 року, його населення становило 153 особи, що проживали у складі 49 сімей.